# ستيفاني إس. تولان
ستيفاني إس. تولان (بالإنجليزية: Stephanie S. Tolan)‏ (1942، أوهايو في الولايات المتحدة)؛ كاتِبة مُتخصِّصة في أدب الأطفال وروائية أمريكية. درست في جامعة بيردو.